# الرواجح داود (عبس)

تعديل مصدري - تعديل

الرواجح داود هي إحدى قرى عزلة بني ثواب بمديرية عبس التابعة لمحافظة حجة، بلغ تعداد سكانها 273 نسمة حسب تعداد اليمن لعام 2004.